# Lignes aériennes militaires
 (mars 2012).
Si vous disposez d'ouvrages ou d'articles de référence ou si vous connaissez des sites web de qualité traitant du thème abordé ici, merci de compléter l'article en donnant les références utiles à sa vérifiabilité et en les liant à la section « Notes et références ».
Les Lignes aériennes militaires sont les lignes de transport militaires de personnels, de matériels et de vivres, constituées par les Forces aériennes françaises libres pendant la Seconde Guerre mondiale.

## Historique
En octobre 1940, le Général de Gaulle débarque en Afrique-Équatoriale française et, en juillet 1941, la Syrie passe sous le contrôle de la France libre.
Le Général de Gaulle prend conscience de la nécessité de constituer un réseau de lignes aériennes autonome français pour relier le Moyen-Orient et les territoires d'Afrique ralliés à la France libre. Les Lignes aériennes militaires doivent, entre autres, permettre la communication et les échanges économiques entre les différentes parties de l'Empire rattachées à la France libre et donner à celle-ci la possibilité de s'affranchir davantage de la tutelle britannique.
Il nomme l'officier des Forces aériennes françaises libres Lionel de Marmier à cette tâche, et les Lignes aériennes militaires françaises sont fondées pour la première fois à Damas. Après avoir remis en état l'aérodrome et les avions détruits et abandonnés par les forces vichystes sur ordre des commissions d'armistice au moment de l'évacuation de la Syrie, et après avoir formé des techniciens et des pilotes, la première liaison Damas-Le Caire a lieu le 8 septembre 1941. En dépit des difficultés et du manques de matériel et de personnel, les Lignes aériennes militaires commencent à fonctionner dès la fin 1941.
Deux mois après la première liaison Damas-Le Caire, le réseau s'étend à plus de six mille kilomètres entre Damas et Brazzaville. Un trafic régulier de transport de vivres, de médicaments et de passagers fonctionne ainsi que des liaisons spéciales à objectifs militaires. La colonne Leclerc est ainsi ravitaillée en vivres et munitions.
Après le débarquement en Afrique du Nord, les liaisons des Lignes aériennes militaires françaises s'étendent encore davantage. Lionel de Marmier est nommé directeur des Lignes aériennes en 1943. En octobre 1943, la première liaison Damas-Moscou sera effectuée par le Colonel Lionel de Marmier sur l'avion "Paris", dans le but d'établir une liaison avec la mission militaire de Moscou et les pilotes français du Régiment de chasse Normandie-Niémen qui se battent sur le front soviétique.
En mars 1944, le point de départ des Lignes aériennes militaires est fixé à Alger. Les Lignes aériennes militaires permettent alors des liaisons régulières entre les territoires du Moyen-Orient, d'Afrique-Équatoriale française et d'Afrique-Occidentale française, rattachés à la France libre, en desservant les itinéraires Accra-Kano-Fort Lamy, Pointe Noire-Libreville-Douala-Lagos-Accra, Brazzaville-Tananarive-La Réunion, Damas-Téhéran, Damas-Moscou, Damas-Dakar et Dakar-Tananarive.
Début 1945, les Lignes aériennes militaires fusionnent avec les Services civils des liaisons aériennes et sont remplacées par le Réseau des lignes aériennes françaises. Le 26 juin 1945, l'aviation civile française est nationalisée. L'ancienne société privée Air France devient propriété de l’État. Une décision du 29 décembre 1945 met fin à l'exploitation du Réseau des lignes aériennes françaises et confie l'ensemble du réseau aérien français à la société nationale Air France.